# 岩塩

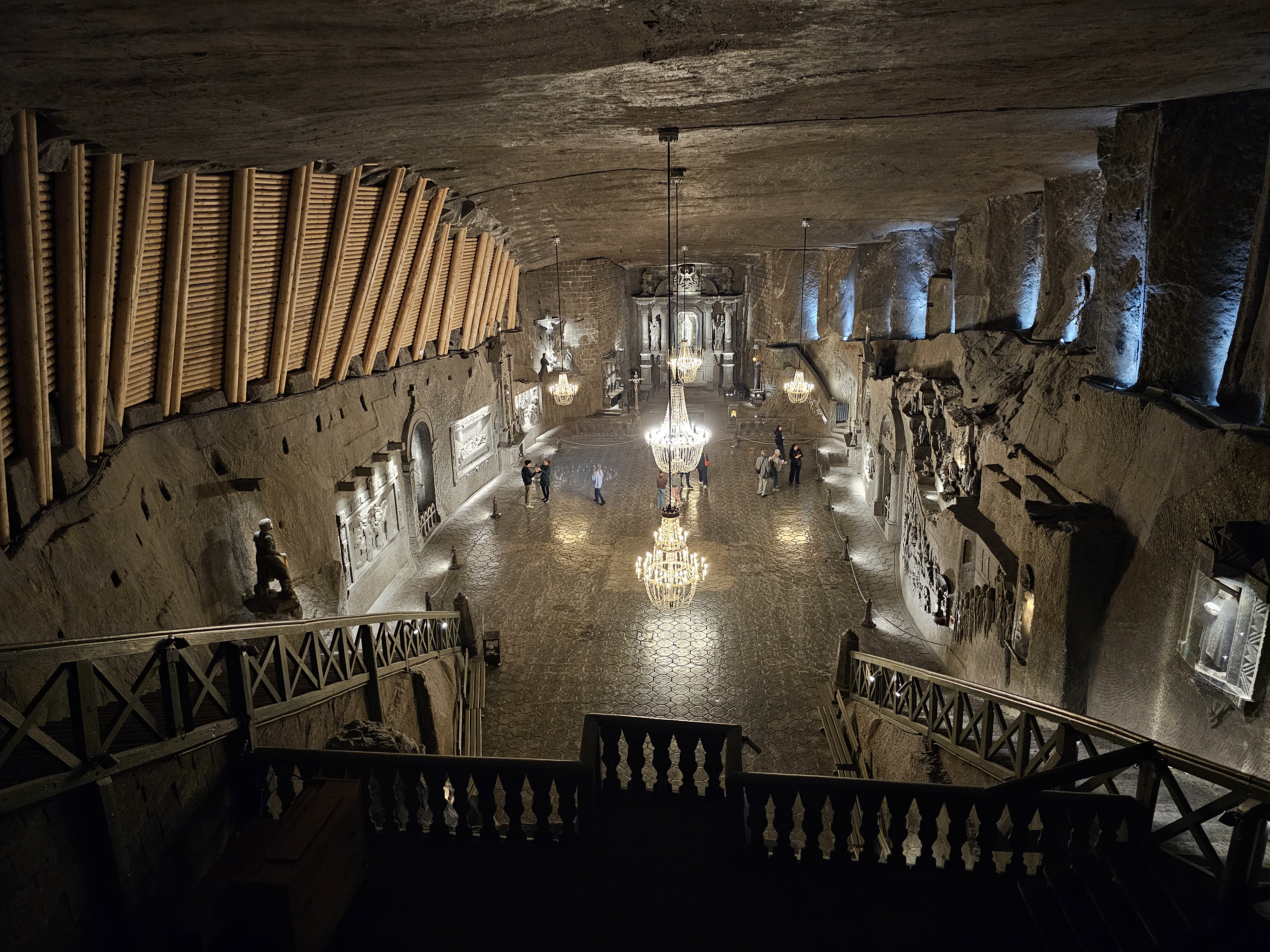
岩塩採掘孔を削って作った「地下宮殿」（ポーランドの世界遺産の一つヴィエリチカ岩塩坑）

岩塩（がんえん）またはハライト（英: halite）、ロックソルト（英: rock salt）は、鉱物として産する塩化ナトリウム (NaCl) のことである。岩石名でもある。

## 成り立ち
海底が地殻変動のため隆起するなどして海水が陸上に閉じ込められ、あるいは塩湖が、水分蒸発により塩分が濃縮し、結晶化したものである。
この現象は米国のデスヴァレーやボリビアのウユニ塩湖のように現在でも見られるが、地質時代の厚い岩塩は米国や欧州各国、中東、アフリカで知られる。岩塩は他の岩石より軽いため、地層の圧縮を受け絞り出されるように地層中で岩塩栓あるいは岩塩ダイアピルと呼ばれる盛り上がり構造をつくる。この構造の近くで石油が溜まりやすいため、米国メキシコ湾や西アフリカなどで石油が産出する。
岩塩の多くは無色または白色に近い淡い色をしているが、産地や地層によっては青色、桃白色、鮮紅色、紫色、黄色などの様々な色を有する。こうした岩塩の結晶の色は、ミネラルやイオウ、有機物の混入や、地層中で長期間にわたって放射線を浴びることによって生じた格子欠陥などによる吸収であり、このような欠陥を色中心と呼ぶ。格子欠陥による着色は水に溶かすと消失し無色透明の水溶液となる。
溶解採鉱法
岩塩の地層に直接水や海水等を注入し、そこから別の場所で汲みだし、さらに水分を取り除いた塩も岩塩として販売されている。

## 地質
ソルトテクトニクス
地殻変動で岩塩ドームとして表層に出てきた岩塩氷河は、雨などによって溶けて氷河のように移動する場合がある。

## 産地
以下は主な産地と生産量（2003年度・100万トン超のもののみ記載）
| 産地           | 生産量     |
| -------------- | ---------- |
| アメリカ合衆国 | 1630万トン |
| ドイツ         | 1500万トン |
| イタリア       | 300万トン  |
| スペイン       | 200万トン  |
| イギリス       | 150万トン  |
| ブラジル       | 130万トン  |
| パキスタン     | 130万トン  |

有名な岩塩が取れる場所としては、ヴィエリチカ岩塩坑（世界遺産）、ハルシュタットが知られている。
一般人が見ることができる場所としては、廃坑となった後に治療所・観光地となったトゥルダ岩塩坑などがある。
南米コロンビアのシパキラは岩塩の洞窟で有名である。約1億年前に地殻変動で閉じ込められた海水が岩塩化したものである。閉鎖された岩塩抗を利用した「塩の大聖堂」はライトアップされ、多くの観光客が訪れる。
なお、日本においては、岩塩を採取できる場所はない。周囲を海に囲まれた島国であるため、豊富に得られる海水を煮詰め、大規模な製塩が古来より可能であり、岩塩を必要としなかったためでもある。
ただし、製塩には薪や石炭など多量の燃料が必要不可欠であり、また天日で水分を蒸発させ濃い塩水をつくる塩田は緯度の高い関東以北の土地には適さないため、寒冷な土地で大量の燃料が得られにくい北海道のアイヌは必要な食塩の調達を物々交換に頼っていた。そのためアイヌ民族にとって塩は貴重品であり、食品の保存などに塩を多用することはできず、調味料として少量を用いるのみであった。

## 特徴・用途
- 結晶は等軸晶系（立方晶系）で、立方体のものが一般的である。鉱床からは層をなして産出する。このとき、同時に海水中から析出した塩化マグネシウムなどの他の塩類や石膏を伴うことが多い。岩塩の潮解性はこの塩類によるものである。
- 湿度の高い環境下では潮解が起こりやすい。
- 岩塩層は、地層が比較的安定していることを見込まれて、ドイツでは放射性廃棄物の地層処分の場として20世紀後半に使用されたが、地下水浸出や岩塩ドームの崩壊が危惧されている。
- 少しずつ膨張する性質がある。そのためアメリカのニューメキシコ州にある核廃棄物隔離試験施設は岩塩層の中に作られており、数百年後には核廃棄物を完全に岩塩の中に閉じ込めることができることになる。

用途
- 食品に使われる。食品の保存にも使用され、含有物に亜硝酸ナトリウムが含まれる岩塩は更に長期の保存を可能とした。
- 工業原料、また美術品（彫刻素材やシャンデリア材料）として用いられる。
- 世界中で産出される岩塩の約半分はヨーロッパ、北米を中心に冬季間の融雪剤として使用される。
- 赤外線を扱うレンズ[6]やプリズム[7]に利用される。